# Lothar Schröder (Fußballspieler)
Lothar Schröder (* 25. September 1927) ist ein ehemaliger deutscher Fußballspieler, der im Jahr 1958 zwei Länderspiele in der Amateurnationalmannschaft des DFB absolviert hat.

## Laufbahn
Der aus Leipzig gekommene Lothar Schröder gewann als Aktiver des SC Peine 48 in der Runde 1949/50 unter Trainer Karl Höger die Meisterschaft in der drittklassigen Verbandsliga und stieg 1950 auf. Der neue Vereinsname war dann FSV Peine (wg. Fusion mit dem VfB). Zur Saison 1950/51 schloss er sich, ebenso wie Werner Thamm vom TSV Goslar, Eintracht Braunschweig in der Fußball-Oberliga Nord an. Er debütierte unter Trainer Hans-Georg Vogel am ersten Spieltag, den 22. August 1950, beim 2:2-Auswärtsremis gegen Bremerhaven 93 in der Oberliga. In der 16. Spielminute brachte er die Blau-Gelben mit 1:0 in Führung. Als die Eintracht am 4. September das Auswärtsspiel gegen Eintracht Osnabrück mit 1:0 Toren gewann, zeichnete sich Schröder als Siegtorschütze aus. Auch bei der torreichen Auseinandersetzung am 11. Februar 1951 beim Hamburger SV, die HSV-Elf setzte sich mit den Spielern um Jupp Posipal, Heinz Spundflasche und Herbert Wojtkowiak mit 6:5 Toren durch, erzielte der Mann aus Peine einen Treffer. Insgesamt absolvierte er 1950/51 für die Eintracht 19 Ligaspiele und traf sieben Mal in das gegnerische Tor. Nachdem er im zweiten Jahr, 1951/52, nur noch zu drei weiteren Oberligaeinsätzen (1 Tor) gekommen war, kehrte er nach Peine zurück und schloss sich den Grün-Roten vom Verein für Bewegungsspiele an.
In den Runden 1955/56 und 1956/57 zog Schröder mit seinen Mannschaftskameraden jeweils als Vizemeister der Amateuroberliga Niedersachsen zweimal in die Aufstiegsrunde zur Fußball-Oberliga Nord ein. Der Aufstieg klappte aber gegen die Konkurrenten von Concordia Hamburg, Bremer SV, Phönix Lübeck, VfB Lübeck, Sperber Hamburg und Union Salzgitter nicht. Dagegen war er mit seinem Verein im Jahr 1958 im Niedersachsenpokal erfolgreich. Auch die Erfolge im norddeutschen Pokal des Jahres 1960 gegen den Lüneburger SK, VfV Hildesheim, Germania Leer, im Viertelfinale wurde Hannover 96 mit 4:2 Toren besiegt und damit stand die Mannschaft mit Spielertrainer Schröder im Halbfinale gegen den Hamburger SV, waren Höhepunkte seiner sportlichen Laufbahn. Der HSV mit seinem Angriff um die Spieler Klaus Neisner, Horst Dehn, Uwe Seeler, Klaus Stürmer und Gert Dörfel hatte erst am 25. Juni 1960 die deutsche Meisterschaft errungen und setzte sich am 31. Juli in Peine vor 12.000 Zuschauern mit 6:1 Toren durch.
Neben seinen Vereinsspielen für Braunschweig und Peine konnte sich Lothar Schröder auch nachhaltig in der Verbandsauswahl von Niedersachsen und der deutschen Amateurnationalmannschaft auszeichnen. Nach Erfolgen über Schleswig-Holstein, Württemberg und im Halbfinale gegen den Rekordsieger Bayern, gewann er am 16. Juni 1957 mit Niedersachsen durch einen 3:2-Erfolg nach Verlängerung das Finale um den Länderpokal gegen die Auswahl von Westfalen. Neben seinen Vereinskameraden Bolchert und Winkler kamen dabei auch die Spieler Gerhard Gollnow, Willi Giesemann und Werner Olk zum Einsatz. Im Jahr danach, 1957/58, zogen Schröder und seine Mannschaftskollegen der NFV-Auswahl zwar erneut in das Finale des Länderpokals ein, verloren aber am 1. Juni 1958 in Hannover als Titelverteidiger das Endspiel gegen den Niederrhein mit 0:2 Toren.
Unmittelbar vor dem Finale des Länderpokals 1958 hatte der langjährige Leistungsträger des VfB Peine am 4. und 7. Mai 1958 zwei Länderspiele in der deutschen Amateurnationalmannschaft absolviert. Am 4. Mai verlor die DFB-Auswahl in Le Mans das Spiel gegen Frankreich mit 2:4 Toren, am 7. Mai gab es einen 5:1-Erfolg in Gelsenkirchen gegen Curacao. In beiden Begegnungen bildeten Schröder, Spielführer Herbert Schäfer und Fritz Semmelmann die deutsche Läuferreihe.